# Dario Fo
Dario Fo (n. 24 martie 1926, Sangiano, Lombardia, Regatul Italiei – d. 13 octombrie 2016, Milano, Lombardia, Italia) a fost un  scriitor, scenograf, dramaturg, pictor, actor și regizor italian, laureat al Premiului Nobel pentru Literatură în anul 1997.
Este faimos atât pentru textele teatrale de satiră politică și socială, cât și pentru implicarea în viața politică.
Fo, ca actor, regizor, scenograf, dramaturg, costumist, impresar al propriei companii teatrale (dar și ca pictor) este cu siguranță un om de teatru complet.
Într-un interviu acordat în 1962 declara cu ironie: 
"Autorii neagă că aș fi un autor. Actorii neagă că aș fi un actor. Autorii îmi spun: tu ești un actor care face pe autorul. Actorii îmi spun: tu ești un autor care face pe actorul. Nici unii nu mă vor în propria categorie. Doar scenografii mă tolerează."

## Motivația Juriului Nobel
"...pentru că, urmând tradiția bufonilor de curte medievali, ia în râs puterea, restituind demnitatea asupriților." (Academia Suedeză)

## Începuturile
Fiul lui Felice și a Pinei Rota, copilări înconjurat de basmele bunicului și de poveștile călătorilor și meșteșugarilor.
Studiază la Academia de Belle Arti Brera la Milano iar în 1950 începe să lucreze pentru radio și televiziune ca autor de texte satirice și actor. Pe 24 iunie 1954 se căsători cu Franca Rame la Milano, în bazilica Sf.Ambrozie. Din 1955 și până în 1958 lucrează la Roma în industria cinematografică.
Din 1958 și până în 1968, Fo și soția, care între timp fondară Compania Dario Fo - Fraca Rame,  pregătesc o serie de "momente" pentru spectacolul de varietăți (pentru RAI -Radioteleviziunea Italiană) Canzonissima. Cenzura intervine atât de deseori, încât fu abandonată în favoarea teatrului.
Comediile produse între 1959 și 1961 aveau structura unei farse dilatate și îmbogățite cu elemente de satiră. Cu o atitudine critică față de ceea ce el numea "teatru burghez", Fo începu să facă spectacole în locuri neconvenționale: în piețe, case ale poporului, fabrici, unde, desigur, întâlnește un public diferit, format mai ales din clase sociale umile.

### Mistero buffo,Grammelotșiteatrul de narațiune
În 1968 este fondat grupul teatral Noua Scenă ("Nuova Scena") cu obiectivul de a reveni la rădăcinile populare ale teatrului și la valoarea sa socială. Reprezentațiile erau organizate în ambiente alternative iar prețul biletelor era foarte redus. În 1969 Fo prezentă cu mult succes Mistero Buffo. 
În ani '70, Dario Fo se declară de partea unor organizații extraparlamentare și fondă colectivul La Comune prin intermediul căruia încercă, cu mare pasiune, să stimuleze teatrul d"de stradă". 1970 este anul premierei spectacolului Moartea accidentală a unui anarhic.
În această perioadă Fo și soția, Franca Rame, vor reveni în televiziune pentru un ciclu intitulat Teatrul lui Dario Fo. Această serie îl va face să fie cunoscut și apreciat de marele public. Titlurile propuse sunt: Mistero Buffo, care deschide ciclul, Settimo: ruba un po' meno, Izabela, trei caravele și un pălăvrăgiu și Vorbim despre femei , ultimul interpretat de Franca Rame. Nedezamăgind  publicul obișnuit cu o atitudine revoluționară, nereverențioasă, Mistero Buffo atrase atenția Vaticanului care, prin vocea cardinalului Poletti critică dur limbajul transgresiv care domnește în toate spectacolele cuplului de artiști.

### Anii '80 și '90
Teatrul lui Fo posedă caracteristica de a surprinde actualitatea chiar și în subiecte care par departe la prima vedere; o altă constantă este anticlericalismul, elemente evidente în comedia din 1989 Papa și vrăjitoarea și în 1991 Johan Padan la descoperirea Americilor. Scânteia este abrogarea de către guvern, a unei noi legi în privința traficului și consumului de droguri; ca întotdeauna structura este a farsei iar victima satirei este miopia demonstrată de guvern în scrierea legii cu sprijinul Bisericii.

### După premiul Nobel
În ultimii ani, activitatea lui Dario Fo a continuat să urmărească cele două direcții paralele: comedia farsă (Diavolul cu țâțe, 1997) și monologul construit după modelul arhetipului Mistero buffo (de la Lu santo jullare Francesco din 1999 la spectacolul-lecție Templul oamenilor liberi din 2004). Insediarea celui de-al doilea guvern Berlusconi l'a înpins din nou către texte civile și politice, concretizate în spectacolele satirice chiar despre Silvio Berlusconi, de la Ubu rois, Ubu bass până la Bicefalul anomal, scrisă împreună cu Franca Rame.
În 2006 Universitea La Sapienza din Roma i-a acordat titlul de doctor honoris causa (doar Dario Fo, Luigi Pirandello și Eduardo De Filippo au avut această prestigioasă recunoaștere).

## Opere importante
- 1959 Gli arcangeli non giocano a flipper
- 1960 Aveva due pistole dagli occhi bianchi e neri
- 1963 Izabela, trei caravele și un pălăvrăgiu
- 1964 Settimo ruba un po' meno
- 1967 La signora è da buttare
- 1969 Mistero Buffo
- 1970 Moartea accidentală a unui anarhic
- 1971 Tutti uniti, tutti insieme, ma scusa quello non è il padrone?
- 1973 Il Fanfani rapito
- 1974 Nu se plătește, nu  se plătește!
- 1983 Coppia aperta, quasi spalancata
- 1989 Papa și vrăjitoarea
- 1991 Johan Padan la descoverirea Americilor
- 1997 Diavolul cu țâțe
- 1998 Marino liber, Marino este nevinovat
- 2003 Bicefalul anomal